# Alerta Rocket (álbum)
Alerta Rocket es el primer disco de la banda indie rock Alerta Rocket, lanzado en noviembre de 2008. Editado por la compañía independiente Fans n' Music. El disco fue grabado en los estudios en Lima y masterizado en los estudios El Pie (Buenos Aires), donde se han realizado trabajos de Gustavo Cerati, 2 Minutos, La Renga, Ratones Paranoicos, Los Pericos, entre otros artistas argentinos e internacionales.

## Lista de canciones
| N.º | Título           | Duración |  |
| 1.  | «Dame mil»       | 3:03     |  |
| 2.  | «Diez»           | 3:54     |  |
| 3.  | «Beiby»          | 3:23     |  |
| 4.  | «Later»          | 4:26     |  |
| 5.  | «Dulce Invierno» | 3:35     |  |
| 6.  | «Sol»            | 3:05     |  |
| 7.  | «Cielo»          | 3:03     |  |
| 8.  | «Rockstar»       | 3:59     |  |
| 9.  | «Let Me Try»     | 3:10     |  |
| 10. | «Vulnerable»     | 3:43     |  |

## Posiciones de los sencillos en rankings
| Año  | Ranking                    | Tema     | Ubicación |
| ---- | -------------------------- | -------- | --------- |
| 2009 | Los 100 + pedidos del 2009 | Beiby    | 26        |
| 2010 | Los 100 + pedidos del 2010 | Dame mil | 24        |